# Congada

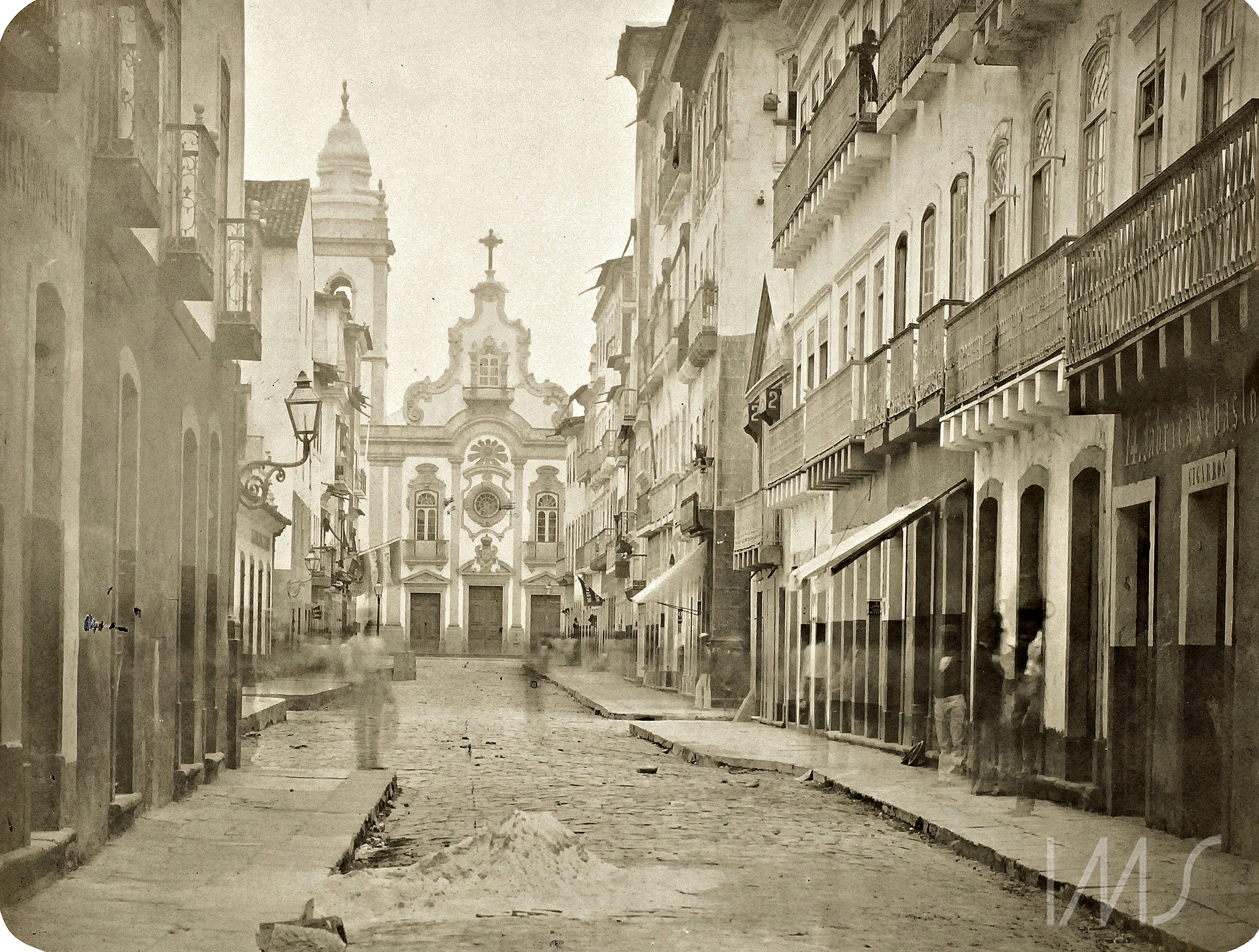
Igreja de Nossa Senhora do Rosário dos Pretos do Recife, onde eram realizadas as congadas já no século XVII.

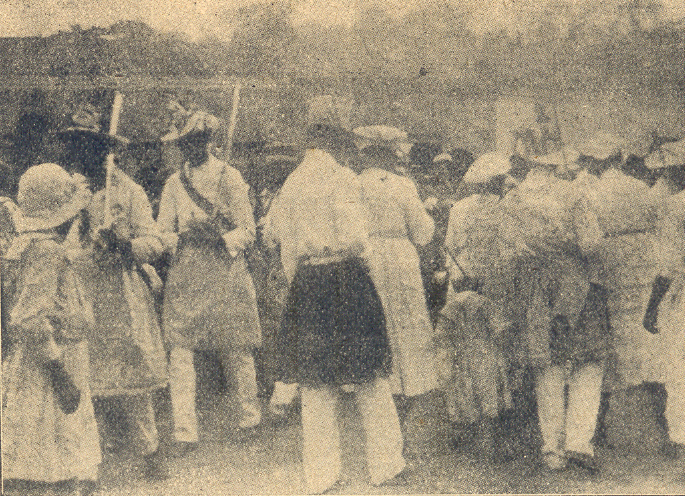
Congada em Santana de Parnaíba (1925)

A congada ou congado é uma manifestação cultural e religiosa afro-brasileira. Folguedo muito antigo, constitui-se em um bailado dramático com canto e música que recria a coroação de um rei do Congo.
Trata basicamente de três temas em seu enredo: a vida de São Benedito; o encontro da imagem de Nossa Senhora do Rosário submergida nas águas; e a representação da luta de Carlos Magno contra as invasões mouras. Embora seus registros mais antigos tenham ocorrido em Pernambuco, a congada é mais praticada em estados como São Paulo, Rio de Janeiro, Minas Gerais, Goiás, Espírito Santo, Rio Grande do Sul, Paraná e Pará.

## Origem
Em 1674, a coroação dos reis do Congo já era realizada na Igreja de Nossa Senhora do Rosário dos Pretos do Recife, na então Capitania de Pernambuco. Em certas ocasiões a festa alcançava esplendor pelo empréstimo de joias e adereços, cedidos pelas senhoras e senhores do engenho. Reunidos, os escravos e mestiços iam buscar o régio casal, levando-os à igreja onde eram coroados pelo vigário.
Em Salvador, no estado da Bahia, desde 1704 a festa acontece na Igreja de Nossa Senhora do Rosário dos Pretos, um dos pontos turísticos mais conhecidos da capital baiana. É nessa igreja que são celebrados até hoje muitos cultos religiosos com características cristãs e do candomblé.
O cortejo executava coreografias, jogos de agilidade e de simulação guerreira, como a dança de espadas. Depois da coroação havia uma festa com baile, comidas e bebidas. As Irmandades de Nossa Senhora do Rosário ajudavam em todo o processo. Por vezes a imagem da santa era pintada de preto.

## Características

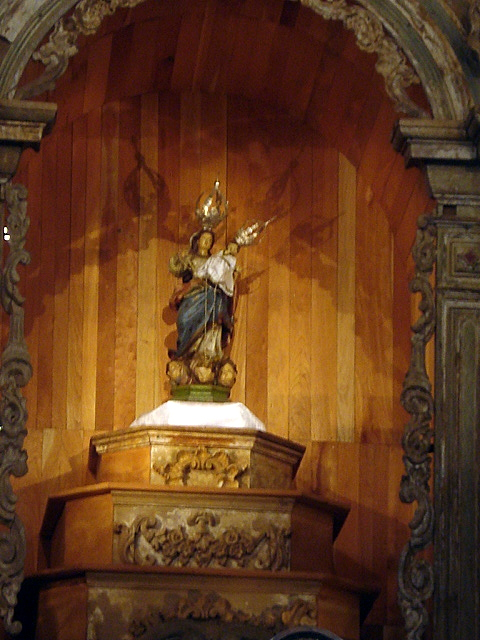
Nossa Senhora do Rosário — Matriz de Pirenópolis

A congada é um folguedo folclórico religioso de formação afro-brasileira, em que se destacam as tradições históricas, usos e costumes de Angola e do Congo, com influências ibéricas em relação à religiosidade. Segundo Câmara Cascudo no Dicionário do Folclore Brasileiro, a dança lembra a coroação do Rei do Congo e da Rainha Jinga de Angola, com a presença da corte e de seus vassalos. É um ato que reúne elementos temáticos africanos e ibéricos, cuja difusão vem do século XVII.
Organizaram a irmandade do Rosário e Santa Efigênia e construíram a igreja do Alto da Santa Cruz. Por ocasião da festa dos Reis Magos, em janeiro, e na de Nossa Senhora do Rosário, em outubro, havia grandes solenidades generalizadas com o nome de "Reisados". Nestas solenidades, Chico Rei coroado, antes da missa cantada, aparece com a rainha e a corte, vestido de ricos trajes e seguido por dançarinos e músicos. Os batedores, na festa, seguem com caxambu, pandeiro, marimbas e canzás em intensas ladainhas.
O congado é um festejo popular religioso afro-brasileiro mesclado com elementos religiosos católicos, com um tipo de dança dramática celebrando a coroação do rei do Congo, em cortejo com passos e cantos, onde a música é o fundo musical da celebração. É um movimento cultural sincrético, um ritual que envolve danças, cantos, levantamentos de mastros, coroações e cavalgadas, expressos na festa do Rosário plenamente no mês de outubro. São utilizados instrumentos musicais como cuíca, caixa, pandeiro e reco-reco, os congadeiros vão atrás da cavalgada que segue com uma bandeira de Nossa Senhora do Rosário.

## O culto

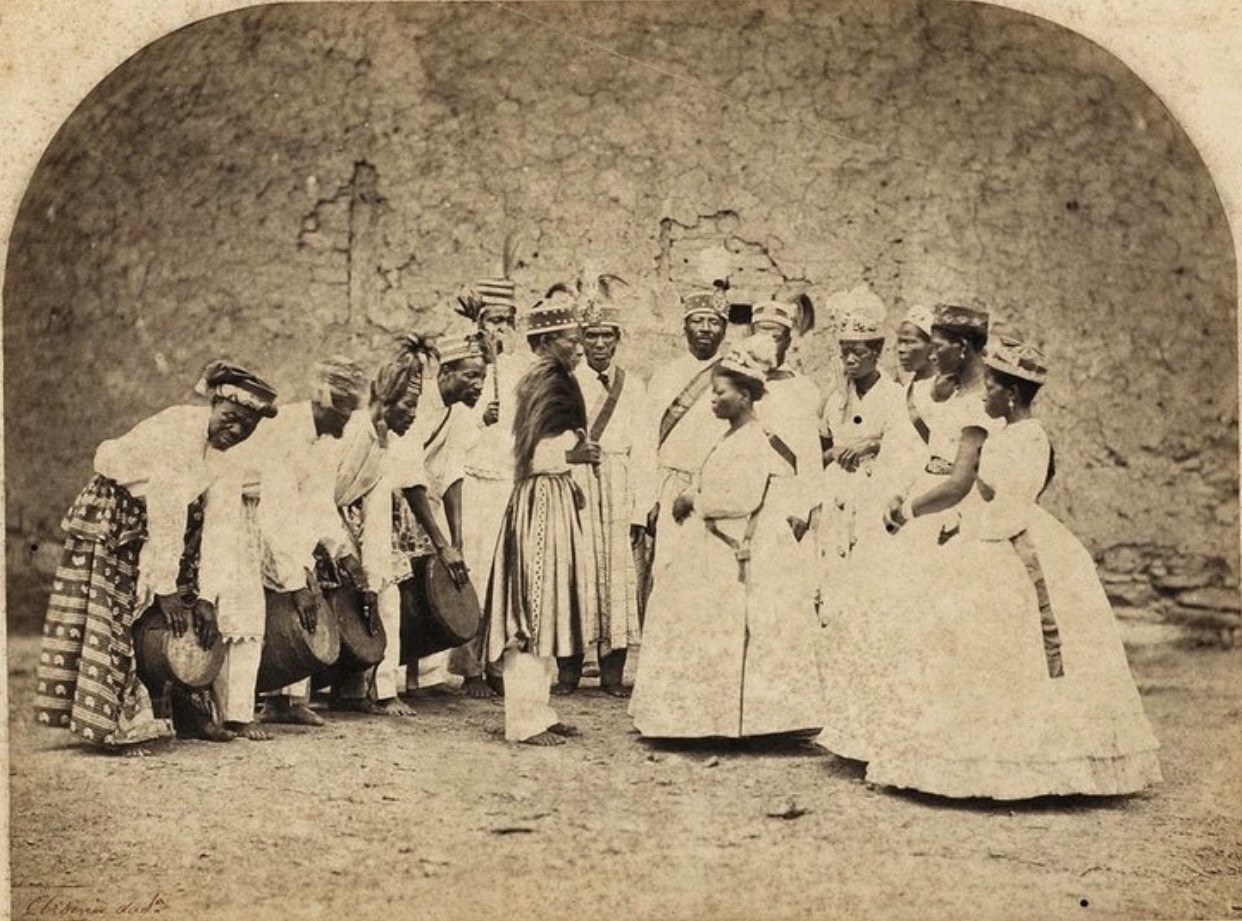
Congada em 1860. Fotografia de Arsênio da Silva encomendada pelo Imperador Dom Pedro II.

O congado mescla cultos católicos com africanos num movimento sincrético. É uma dança que representa a coroação do rei do Congo, acompanhado de um cortejo compassado, cavalgadas, levantamento de mastros e música. Os instrumentos musicais utilizados são a cuíca, a caixa, o pandeiro, o reco-reco,o cavaquinho,o tarol, o tamboril, a sanfona ou acordeom. Ocorre em várias festividades ao longo do ano, mas especialmente no mês de outubro, na festa de Nossa Senhora do Rosário. O ponto alto da festa é a coroação do rei do Congo.
Na celebração de festas aos santos, onde a aclamação é animada através de danças, com muito batuque de zabumba, há uma hierarquia, onde se destacam o rei, a rainha, os generais, capitães etc. São divididos em turmas de números variáveis, chamados ternos ou guardas. Os tipos de ternos variam de acordo com sua função ritual na festa e no cortejo: moçambiques, catupés, marujos, congos, vilões, contra-danças, ternos femininos e outros.

## Congada e Cristianismo
Os costumes que de alguma forma buscavam quebrar a posição de submissão na qual as comunidades negras eram posicionadas na sociedade colonial, por vezes eram aceitas e inclusas pelas demais comunidades da elite da colônia portuguesa e por vezes eram perseguidos pelos mesmos. A congada foi mais aceita pela sua composição; irmandades de homens pretos, que serviam como meio para administração de africanos escravizados ou libertos, já que eram ligados a igreja locais, mas por outro lado eram brechas para recuperação de culturas interrompidas pela escravidão. 
Os reis do Congo eram escolhidos pela comunidade negra, essa coroação auxiliou na organização e implantação das comunidades negras na América Portuguesa. A coroação do rei negro era geralmente feita em igrejas e com a participação de padres, e tinha como base a conversão ao cristianismo e o papel do Reino do Congo na história e relação da África-Ocidental com Portugal. De maneira progressiva, uma nova identidade surgia, a identidade católica negra, que continha fragmentos das duas culturas.
Nas festas de congada, a encenação de um combate entre exércitos pagãos de reis estrangeiros e o exército cristão do rei do Congo, finalizava com a vitória dos cristãos e a conversão do reino pagão ao cristianismo, demonstra a atuação das crenças e costumes europeus na festa produzida pela comunidade negra. Inversamente, o uso de instrumentos musicais, palavras na língua africana, os ritmos e sons particulares da África-Ocidental, sobretudo do reino do Congo, evidencia a presença da cultura africana.
A conversão de líderes congoleses à religião católica era importante tanto para Portugal evidenciando o seu desempenho na missão de catequizar e na expansão territorial, quanto para os africanos escravizados que dava acesso a novas ciências e aprendizagens. Assim, o cristianismo tornou-se meio de adquirir poder entre nobres nos reinos do Congo e demais regiões africanas, alinhando esses novos costumes a outros antigos, dessa maneira, o escolhido para ser rei do Congo era representante da ligação entre a África e Portugal e da cristandade. 
A congada serviu para o processo de criação de uma nova identificação negra que surgia da convergência entre diferentes culturas sob o contexto escravista e evangelizador, tornando-se o resgate da africanidade através do cristianismo, justificando que devido a escravidão, cabia a eles transmitir os ensinamentos da Nossa Senhora do Rosário, cercados de aspectos e atributos culturais de herança de suas terras. Deixando de lado as diferenças para formação de uma comunidade negra que resgatavam à terra natal introduzindo a fé cristã em sua crença. 